# Gąsawa Majętność
Gąsawa Majętność – wąskotorowe: mijanka, ładownia i przystanek w Biskupinie, w województwie kujawsko-pomorskim.